# Steatoda latrodectoides
Steatoda latrodectoides är en spindelart som först beskrevs av Pelegrín Franganillo Balboa 1913.  
Steatoda latrodectoides ingår i släktet vaxspindlar, och familjen klotspindlar. Artens utbredningsområde är Spanien. Inga underarter finns listade i Catalogue of Life.